# Modulo orbitale

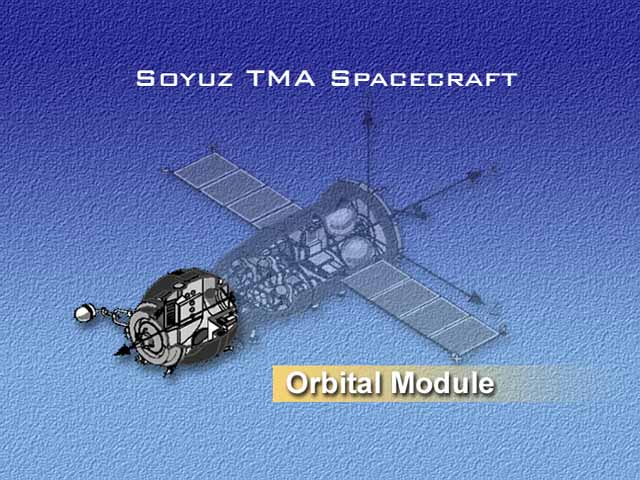
Il modulo orbitale

Il modulo orbitale era la parte sferica del velivolo spaziale Sojuz ed era utilizzato esclusivamente in orbita, e non durante le fasi di lancio o rientro.
Serviva principalmente per l'igiene e il riposo dell'equipaggio, anche se fu utilizzato come camera di decompressione durante il rendezvous tra Sojuz 4 e Sojuz 5.
Nel veicolo cinese Shenzhou, il modulo orbitale è stato potenziato, consentendogli un'alimentazione per mezzo di pannelli solari autonomi e un suo sistema di manovra orbitale; in questo modo può continuare la propria attività indipendente di esplorazione, una volta staccatosi dal modulo di rientro e da quello di servizio.